# Pseudobombax ellipticum
Pseudobombax ellipticum (Rakborstträd) är en malvaväxtart som först beskrevs av Carl Sigismund Kunth, och fick sitt nu gällande namn av Armando Dugand. Pseudobombax ellipticum ingår i släktet Pseudobombax och familjen malvaväxter. Inga underarter finns listade i Catalogue of Life.

## Bildgalleri

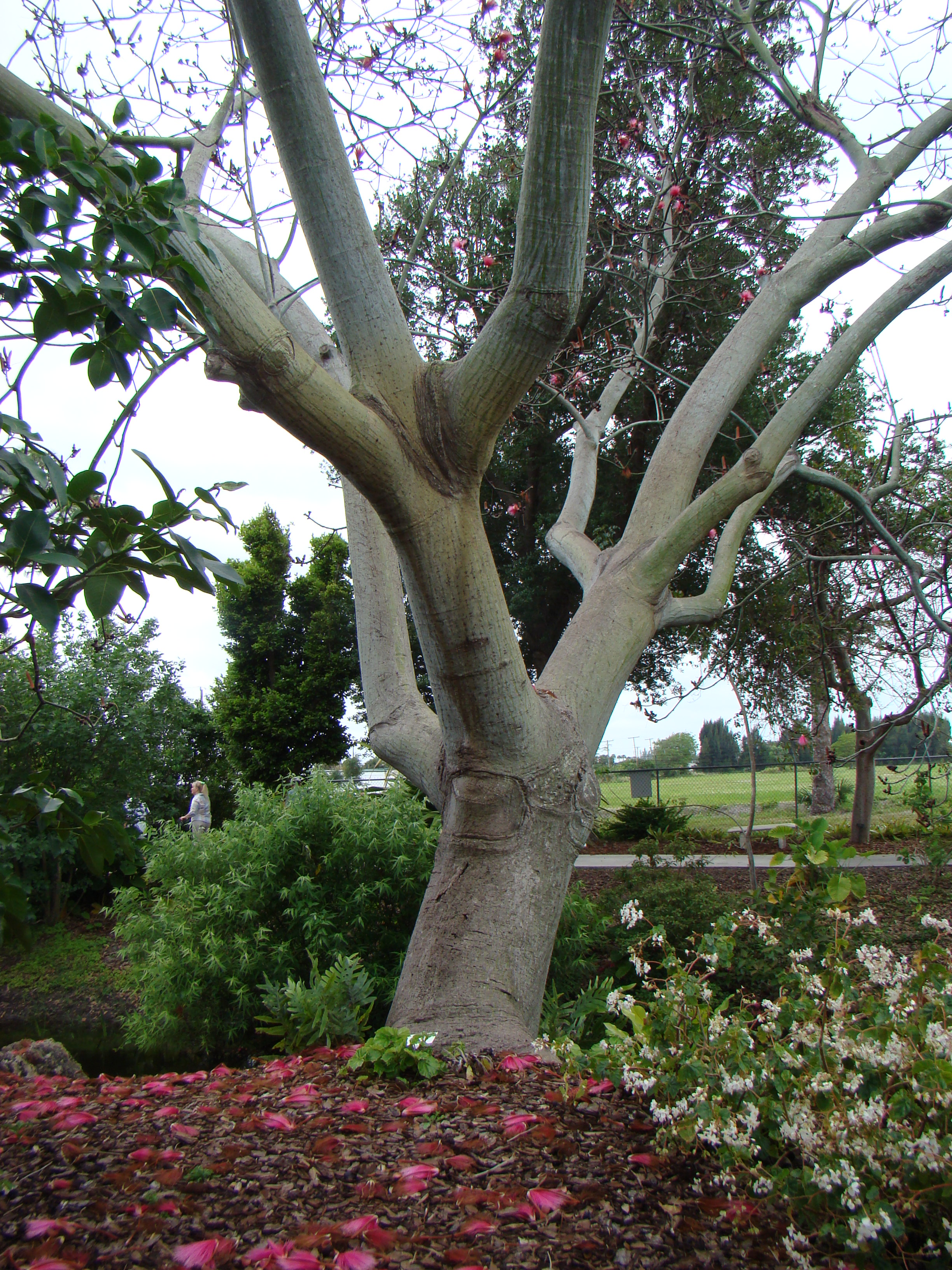
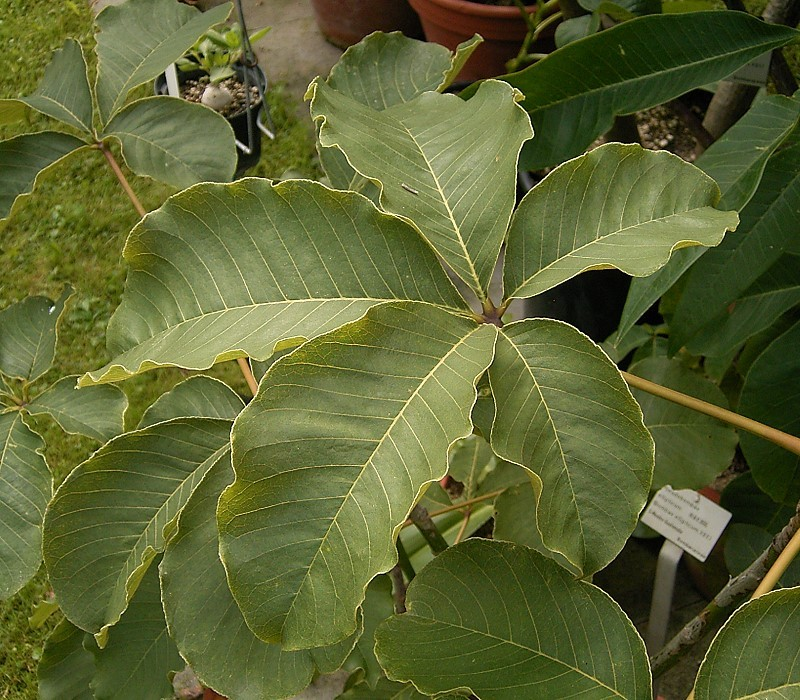